# Statistiques sur la pandémie de Covid-19 au Québec
Pour un article plus général, voir Pandémie de Covid-19 au Québec.
Cet article contient les informations et les graphiques des statistiques sur la pandémie de Covid-19 au Québec.
Les données officielles du gouvernement du Québec, diffusées quotidiennement sur le site web de l'INSPQ, sont valides pour le jour précédent, et non pour le jour courant. Par exemple, les données disponibles en date du 20 mai 2020 à 13 h sont les données valides pour le 19 mai 2020, et non le 20 mai 2020. Il n'est donc possible de mettre les données à jour, au mieux, que pour le jour précédent l'édition, jamais pour le jour courant.
Les chiffres publiés ici sont ceux révisés par l'INSPQ, et non ceux qui sont annoncés quotidiennement. Il pourrait ainsi y avoir des différences entre les chiffres annoncés dans les médias à une date donnée, et ceux que l'on retrouve dans les tableaux et graphiques, car ils peuvent avoir été changés a posteriori.

## Cas

### Cas quotidiens
Cas quotidienDate (YYYY-MM)030006000900012 00015 00018 00021 0002020-01-232021-02-122022-03-05Cas quotidiensStatistiques sur la pandémie de Covid-19 au...
- Source: Fichier CSV sur le site de l'INSPQ récupéré en date du 2022-10-30.

### Cas totaux
Nombre total de casDate (YYYY-MM)0200 000400 000600 000800 0001 000 0001 200 0002020-01-232021-06-022022-10-11Cas totauxStatistiques sur la pandémie de Covid-19 au...
- Source: Fichier CSV sur le site de l'INSPQ récupéré en date du 2022-10-30.

## Décès

### Décès quotidiens
DécèsDate (YYYY-MM)03060901201501802020-01-232020-12-032021-10-142022-08-25Décès quotidienDécès quotidien CHSLDStatistiques sur la pandémie de Covid-19 au...
- Source: Fichier CSV sur le site de l'INSPQ récupéré en date du 2022-10-30.

### Décès totaux
Nombre total de décèsDate030006000900012 00015 00018 0002020-01-232021-02-122022-03-05Nombre total de décèsCHSLDStatistiques sur la pandémie de Covid-19 au...
- Source: Fichier CSV sur le site de l'INSPQ récupéré en date du 2022-10-30.

## Personnes hospitalisées ou aux soins intensifs

### Hospitalisation hors soins intensifs
Nombre de personnes hospitalisées hors soins intensifsDate (YYYY-MM)050010001500200025003000350027/02/202024/12/202021/10/202119/09/2022Nombre de personnes hospitalisées hors soins intensifsStatistiques sur la pandémie de Covid-19 au QuébecHospitalisation hors soins intensifs (Personnes)
- Sources: Fichiers CSV pour les anciennes définitions et les nouvelles définitions d'hospitalisation sur le site de l'INSPQ récupéré en date du 2022-10-30.
- À partir du 19 mai 2020, seuls les hôpitaux de soins généraux et spécialisés offrant des soins aigus sont considérés. Les centres hospitaliers dédiés à la santé mentale ou offrant principalement des soins de gériatrie, réadaptation et convalescence ont été retirés du décompte des hospitalisations, à l’exception du centre de services pour les aînés de Saint-Lambert qui a continué d’offrir des soins aigus jusqu'au 1er septembre 2020[1].

### Soins intensifs
Nombre de personnes hospitalisées aux soins intensifsDate (YYYY-MM)05010015020025030027/02/202008/12/202019/09/202113/07/2022Nombre de personnes hospitalisées aux soins intensifsStatistiques sur la pandémie de Covid-19 au QuébecNombre de personnes hospitalisées aux soins intensifs
- Source: Fichier CSV sur le site de l'INSPQ récupéré en date du 2022-10-30.

## Nombre d'analyses de dépistage de la Covid-19 au Québec selon la date d'analyse du prélèvement
Nombre d'analyses de dépistage de la Covid-19 au Québec selon la date d'analyse du prélèvementDate (YYYY-MM)010 00020 00030 00040 00050 00060 00070 00008/03/202024/12/202011/10/2021Nombre d'analyses de dépistage de la Covid-19Statistiques sur la pandémie de Covid-19 au QuébecNombre d'analyses de dépistage de la Covid-19 au ...
- Sources: Fichiers CSV pour les anciennes définitions et les nouvelles définitions d'hospitalisation sur le site de l'INSPQ récupéré en date du 2022-07-15.
- À partir du 19 mai 2020, seuls les hôpitaux de soins généraux et spécialisés offrant des soins aigus sont considérés. Les centres hospitaliers dédiés à la santé mentale ou offrant principalement des soins de gériatrie, réadaptation et convalescence ont été retirés du décompte des hospitalisations, à l’exception du centre de services pour les aînés de Saint-Lambert qui a continué d’offrir des soins aigus jusqu’au 1er septembre 2020[1].

## Différence entre chiffres annoncées et ceux corrigés
Les chiffres annoncés quotidiennement lors des conférences de presse du gouvernement indiquent les cas qui ont été déclarés et traités dans les dernières 24 heures, et non leur répartition dans les jours précédents l'annonce. Il y a une différence entre les deux qui peut être visible dans les deux graphiques plus bas. 
Les deux graphiques présentent les décès causés par la Covid-19 au Québec entre le 24 février et le 7 août 2020. Le premier contient les annonces quotidiennes des décès, alors que le second montre le nombre de décès par jour tel que compilé par l'INSPQ au 11 octobre 2020. Les chiffres sont révisés régulièrement et les révisions vont jusqu'aux premiers jours de la pandémie au Québec.

### Chiffres annoncés quotidiennement
Décès annoncés quotidiennement en conférence de presse par le gouvernementDate05010015020025024/02/202015/04/202005/06/202026/07/2020Décès annoncés quotidiennement en conférence de presse par le gouvernementStatistiques sur la pandémie de Covid-19 au QuébecChiffres annoncés quotidiennement (Décès)

### Chiffres révisés par l'INPSQ (11 octobre 2020)
Nombre de décès officiel de l'INSPQDate030609012015018024/02/202015/04/202005/06/202026/07/2020Nombre de décès officiel de l'INSPQStatistiques sur la pandémie de Covid-19 au...